# Rally de Cerdeña de 2022
El Rally de Cerdeña de 2022, oficialmente 19º Rally d'Italia Sardegna, fue la decimonovena edición y la quinta ronda de la temporada 2022 del Campeonato Mundial de Rally. Se celebró del 2 al 5 de junio y contó con un itinerario de veinteún tramos sobre tierra que sumaban un total de 308,63 km cronometrados. Esta prueba fue también la quinta ronda de los campeonatos WRC2 y WRC3.
Tras dispuarse la edición anterior en Olbia, la sede del rally regresó a Alghero en costa oeste de la isla de Cerdeña. Aunque Olbia vio acción del rally ya que la salida ceremonial se celebró en la ciudad.

## Lista de inscritos
| Num.                       | Piloto                                                        | Copiloto                                                             | Automóvil                | Equipo                     | Neu.                     |
| World Rally Championship   | World Rally Championship                                      | World Rally Championship                                             | World Rally Championship | World Rally Championship   | World Rally Championship |
| -------------------------- | ------------------------------------------------------------- | -------------------------------------------------------------------- | ------------------------ | -------------------------- | ------------------------ |
| 4                          | Esapekka Lappi                                                | Janne Ferm                                                           | Toyota GR Yaris Rally1   | Toyota Gazoo Racing WRT    | P                        |
| 6                          | Dani Sordo                                                    | Cándido Carrera                                                      | Hyundai i20 N Rally1     | Hyundai Shell Mobis WRT    | P                        |
| 7                          | Pierre-Louis Loubet                                           | Vincent Landais                                                      | Ford Puma Rally1         | M-Sport Ford WRT           | P                        |
| 8                          | Ott Tänak                                                     | Martin Järveoja                                                      | Hyundai i20 N Rally1     | Hyundai Shell Mobis WRT    | P                        |
| 11                         | Thierry Neuville                                              | Martijn Wydaeghe                                                     | Hyundai i20 N Rally1     | Hyundai Shell Mobis WRT    | P                        |
| 16                         | Adrien Fourmaux                                               | Alexandre Coria                                                      | Ford Puma Rally1         | M-Sport Ford WRT           | P                        |
| 18                         | Takamoto Katsuta                                              | Aaron Johnston                                                       | Toyota GR Yaris Rally1   | Toyota Gazoo Racing WRT NG | P                        |
| 33                         | Elfyn Evans                                                   | Scott Martin                                                         | Toyota GR Yaris Rally1   | Toyota Gazoo Racing WRT    | P                        |
| 42                         | Craig Breen                                                   | Paul Nagle                                                           | Ford Puma Rally1         | M-Sport Ford WRT           | P                        |
| 44                         | Gus Greensmith                                                | Jonas Andersson                                                      | Ford Puma Rally1         | M-Sport Ford WRT           | P                        |
| 69                         | Kalle Rovanperä                                               | Jonne Halttunen                                                      | Toyota GR Yaris Rally1   | Toyota Gazoo Racing WRT    | P                        |
| World Rally Championship 2 |                                                               |                                                                      |                          |                            |                          |
| 20                         | Andreas Mikkelsen                                             | Torstein Eriksen                                                     | Škoda Fabia Rally2 Evo   | Toksport WRT               | P                        |
| 21                         | [[Archivo:ANA flag (2017).svg\|border\|20px]] Nikolay Gryazin | [[Archivo:ANA flag (2017).svg\|border\|20px]] Konstantin Aleksandrov | Škoda Fabia Rally2 Evo   | Toksport WRT 2             | P                        |
| 22                         | Teemu Suninen                                                 | Mikko Markkula                                                       | Hyundai i20 N Rally2     | Hyundai Motorsport N       | P                        |
| 23                         | Marco Bulacia                                                 | Marcelo Der Ohannesian                                               | Škoda Fabia Rally2 Evo   | Toksport WRT               | P                        |
| 24                         | Eric Camilli                                                  | Thibault de la Haye                                                  | Citroën C3 Rally2        | Saintéloc Junior Team      | P                        |
| 25                         | Yohan Rossel                                                  | Valentin Sarreaud                                                    | Citroën C3 Rally2        | PH Sport                   | P                        |
| 26                         | Erik Cais                                                     | Petr Těšínský                                                        | Ford Fiesta Rally2       | Yacco ACCR Team            | P                        |
| 27                         | Jari Huttunen                                                 | Mikko Lukka                                                          | Ford Fiesta Rally2       | M-Sport Ford WRT           | P                        |
| 28                         | Jan Solans                                                    | Rodrigo Sanjuan                                                      | Citroën C3 Rally2        | Jan Solans                 | P                        |
| 29                         | Georg Linnamäe                                                | James Morgan                                                         | Volkswagen Polo GTI R5   | ALM Motorsport             | P                        |
| 30                         | Chris Ingram                                                  | Craig Drew                                                           | Škoda Fabia Rally2 Evo   | Chris Ingram               | P                        |
| 31                         | Bruno Bulacia                                                 | Marc Martí                                                           | Škoda Fabia Rally2 Evo   | Bruno Bulacia Wilkinson    | P                        |
| 32                         | Eerik Pietarinen                                              | Antti Linnaketo                                                      | Volkswagen Polo GTI R5   | Eerik Pietarinen           | P                        |
| 34                         | Sami Pajari                                                   | Enni Mälkönen                                                        | Škoda Fabia Rally2 Evo   | Sami Pajari                | P                        |
| 35                         | Josh McErlean                                                 | James Fulton                                                         | Hyundai i20 N Rally2     | Josh McErlean              | P                        |
| 36                         | Mikołaj Marczyk                                               | Szymon Gospodarczyk                                                  | Škoda Fabia Rally2 Evo   | Mikołaj Marczyk            | P                        |
| 37                         | Fabrizio Zaldivar                                             | Carlos del Barrio                                                    | Hyundai i20 N Rally2     | Hyundai Motorsport N       | P                        |
| 38                         | Emilio Fernández                                              | Axel Coronado                                                        | Škoda Fabia Rally2 Evo   | Emilio Fernández           | P                        |
| 39                         | Martin Prokop                                                 | Michal Ernst                                                         | Ford Fiesta Rally2       | Martin Prokop              | P                        |
| 40                         | Daniel Chwist                                                 | Kamil Heller                                                         | Škoda Fabia Rally2 Evo   | Daniel Chwist              | P                        |
| 41                         | Mauro Miele                                                   | Luca Beltrame                                                        | Škoda Fabia Rally2 Evo   | Mauro Miele                | P                        |
| 43                         | Armin Kremer                                                  | Ella Kremer                                                          | Škoda Fabia Rally2 Evo   | Armin Kremer               | P                        |
| 45                         | Freddy Loix                                                   | Pieter Tsjoen                                                        | Škoda Fabia Rally2 Evo   | Freddy Loix                | P                        |
| 46                         | Rakan Al-Rashed                                               | Hugo Magalhães                                                       | Volkswagen Polo GTI R5   | Rakan Al-Rashed            | P                        |
| 47                         | Luke Anear                                                    | Andrew Sarandis                                                      | Ford Fiesta Rally2       | Luke Anear                 | P                        |
| 48                         | Frédéric Rosati                                               | Stéphane Prévot                                                      | Hyundai i20 N Rally2     | Frédéric Rosati            | P                        |
| 49                         | Laurent Battut                                                | Eric Gressens                                                        | Hyundai i20 R5           | Laurent Battut             | P                        |
| 50                         | Jourdan Serderidis                                            | Frédéric Miclotte                                                    | Škoda Fabia Rally2 Evo   | Jourdan Serderidis         | P                        |
| 51                         | Eduard Pons Suñe                                              | Alberto Chamorro                                                     | Škoda Fabia Rally2 Evo   | Eduard Pons Suñe           | P                        |
| 52                         | Jean-Michel Raoux                                             | Laurent Magat                                                        | Volkswagen Polo GTI R5   | Jean-Michel Raoux          | P                        |
| 53                         | Silvano Patera                                                | Danilo Fappani                                                       | Škoda Fabia Rally2 Evo   | Silvano Patera             | P                        |
| 54                         | Simone Romagna                                                | Luca Addondi                                                         | Škoda Fabia Rally2 Evo   | Simone Romagna             | P                        |
| 55                         | Pablo Biolghini                                               | Stefano Pudda                                                        | Škoda Fabia Rally2 Evo   | Pablo Biolghini            | P                        |
| 56                         | Miguel Díaz-Aboitiz                                           | Jordi Hereu                                                          | Škoda Fabia Rally2 Evo   | Miguel Díaz-Aboitiz        | P                        |
| 57                         | Carlo Covi                                                    | Andrea Budoia                                                        | Škoda Fabia Rally2 Evo   | Carlo Covi                 | P                        |
| 58                         | Francesco Tali                                                | Cristina Caldart                                                     | Ford Fiesta Rally2       | Francesco Tali             | P                        |
| World Rally Championship 3 |                                                               |                                                                      |                          |                            |                          |
| 59                         | Jan Černý                                                     | Tomáš Střeska                                                        | Ford Fiesta Rally3       | Jan Černý                  | P                        |
| 60                         | Diego Domínguez Jr                                            | Rogelio Peñate                                                       | Ford Fiesta Rally3       | Diego Dominguez Jr         | P                        |
| 61                         | Zoltán László                                                 | Tamás Kürti                                                          | Ford Fiesta Rally3       | Zoltán László              | P                        |
| 62                         | Enrico Brazzoli                                               | Manuel Fenoli                                                        | Ford Fiesta Rally3       | Enrico Brazzoli            | P                        |
| Fuente: ewrc-results.com   |                                                               |                                                                      |                          |                            |                          |

## Itinerario
| Día                      | Tramo | Nombre                               | Distancia | Ganador de la etapa                              | Automóvil                                                                         | Tiempo          | Líder de la general |
| ------------------------ | ----- | ------------------------------------ | --------- | ------------------------------------------------ | --------------------------------------------------------------------------------- | --------------- | ------------------- |
| Día 1 (2 de junio)       | —     | Olmedo (Shakedown)                   | 3.53 km   | Thierry Neuville                                 | Hyundai i20 N Rally1                                                              | 2:15.4          | —                   |
| Día 1 (2 de junio)       | SS1   | Olbia - Cabu Abbas                   | 3.23 km   | Thierry Neuville                                 | Hyundai i20 N Rally1                                                              | 2:26.8          | Thierry Neuville    |
| Día 2 (3 de junio)       | SS2   | Terranova 1                          | 14.36 km  | Elfyn Evans                                      | Toyota GR Yaris Rally1                                                            | 9:22.7          | Elfyn Evans         |
| Día 2 (3 de junio)       | SS3   | Monti di Alà e Buddusò 1             | 24.61 km  | Esapekka Lappi                                   | Toyota GR Yaris Rally1                                                            | 15:06.4         | Esapekka Lappi      |
| Día 2 (3 de junio)       | SS4   | Terranova 2                          | 14.36 km  | Dani Sordo                                       | Hyundai i20 N Rally1                                                              | 9:08.3          | Ott Tänak           |
| Día 2 (3 de junio)       | SS5   | Monti di Alà e Buddusò 2             | 24.61 km  | Dani Sordo                                       | Hyundai i20 N Rally1                                                              | 14:49.2         | Ott Tänak           |
| Día 2 (3 de junio)       | SS6   | Osilo - Tergu 1                      | 14.63 km  | Ott Tänak                                        | Hyundai i20 N Rally1                                                              | 9:29.7          | Ott Tänak           |
| Día 2 (3 de junio)       | SS7   | Sedini - Castelsardo 1               | 13.28 km  | Esapekka Lappi                                   | Toyota GR Yaris Rally1                                                            | 9:54.7          | Esapekka Lappi      |
| Día 2 (3 de junio)       | SS8   | Osilo - Tergu 2                      | 14.63 km  | Tramo cancelado                                  | Tramo cancelado                                                                   | Tramo cancelado | Esapekka Lappi      |
| Día 2 (3 de junio)       | SS9   | Sedini - Castelsardo 2               | 13.28 km  | Tramo cancelado                                  | Tramo cancelado                                                                   | Tramo cancelado | Esapekka Lappi      |
| Día 3 (4 de junio)       | SS10  | Tempio Pausania 1                    | 12.08 km  | Ott Tänak                                        | Hyundai i20 N Rally1                                                              | 9:57.9          | Ott Tänak           |
| Día 3 (4 de junio)       | SS11  | Erula - Tula 1                       | 15.39 km  | Ott Tänak                                        | Hyundai i20 N Rally1                                                              | 11:34.7         | Ott Tänak           |
| Día 3 (4 de junio)       | SS12  | Tempio Pausania 2                    | 12.08 km  | Craig Breen                                      | Ford Puma Rally1                                                                  | 9:52.7          | Ott Tänak           |
| Día 3 (4 de junio)       | SS13  | Erula - Tula 2                       | 15.39 km  | Ott Tänak                                        | Hyundai i20 N Rally1                                                              | 11:26.2         | Ott Tänak           |
| Día 3 (4 de junio)       | SS14  | Coiluna - Loelle 1                   | 21.72 km  | Ott Tänak                                        | Hyundai i20 N Rally1                                                              | 13:44.6         | Ott Tänak           |
| Día 3 (4 de junio)       | SS15  | Monte Lerno di Pattada 1             | 16.96 km  | Ott Tänak                                        | Hyundai i20 N Rally1                                                              | 11:26.7         | Ott Tänak           |
| Día 3 (4 de junio)       | SS16  | Coiluna - Loelle 2                   | 21.72 km  | Ott Tänak                                        | Hyundai i20 N Rally1                                                              | 13:29.9         | Ott Tänak           |
| Día 3 (4 de junio)       | SS17  | Monte Lerno di Pattada 2             | 16.96 km  | Kalle Rovanperä Dani Sordo Craig Breen Ott Tänak | Toyota GR Yaris Rally1 Hyundai i20 N Rally1 Ford Puma Rally1 Hyundai i20 N Rally1 | 11:18.3         | Ott Tänak           |
| Día 4 (5 de junio)       | SS18  | Cala Flumini 1                       | 12.54 km  | Ott Tänak                                        | Hyundai i20 N Rally1                                                              | 8:30.2          | Ott Tänak           |
| Día 4 (5 de junio)       | SS19  | Sassari - Argentiera 1               | 7.13 km   | Thierry Neuville                                 | Hyundai i20 N Rally1                                                              | 5:07.9          | Ott Tänak           |
| Día 4 (5 de junio)       | SS20  | Cala Flumini 2                       | 12.54 km  | Ott Tänak                                        | Hyundai i20 N Rally1                                                              | 8:23.2          | Ott Tänak           |
| Día 4 (5 de junio)       | SS21  | Sassari - Argentiera 2 (Power Stage) | 7.13 km   | Thierry Neuville                                 | Hyundai i20 N Rally1                                                              | 5:01.0          | Ott Tänak           |
| Fuente: ewrc-results.com |       |                                      |           |                                                  |                                                                                   |                 |                     |

### Power stage
El power stage fue una etapa de 7.10 km al final del rally. Se otorgaron puntos adicionales del Campeonato Mundial a los cinco más rápidos.
| Pos. | Piloto           | Copiloto         | Coche                  | Equipo                     | Tiempo | Puntos |
| ---- | ---------------- | ---------------- | ---------------------- | -------------------------- | ------ | ------ |
| 1    | Thierry Neuville | Martijn Wydaeghe | Hyundai i20 N Rally1   | Hyundai Shell Mobis WRT    | 5:01.0 | 5      |
| 2    | Kalle Rovanperä  | Jonne Halttunen  | Toyota GR Yaris Rally1 | Toyota Gazoo Racing WRT    | +2.3   | 4      |
| 3    | Elfyn Evans      | Scott Martin     | Toyota GR Yaris Rally1 | Toyota Gazoo Racing WRT    | +3.1   | 3      |
| 4    | Esapekka Lappi   | Janne Ferm       | Toyota GR Yaris Rally1 | Toyota Gazoo Racing WRT    | +3.2   | 2      |
| 5    | Takamoto Katsuta | Aaron Johnston   | Toyota GR Yaris Rally1 | Toyota Gazoo Racing WRT NG | +9.1   | 1      |

## Clasificación final
| World Rally Championship   | World Rally Championship                                      | World Rally Championship                                             | World Rally Championship | World Rally Championship   | World Rally Championship | World Rally Championship | World Rally Championship |
| Pos.                       | Piloto                                                        | Copiloto                                                             | Automóvil                | Equipo                     | Neumático                | Tiempo                   | Puntos                   |
| -------------------------- | ------------------------------------------------------------- | -------------------------------------------------------------------- | ------------------------ | -------------------------- | ------------------------ | ------------------------ | ------------------------ |
| 1                          | Ott Tänak                                                     | Martin Järveoja                                                      | Hyundai i20 N Rally1     | Hyundai Shell Mobis WRT    | P                        | 3:10:59.1                | 25                       |
| 2                          | Craig Breen                                                   | Paul Nagle                                                           | Ford Puma Rally1         | M-Sport Ford WRT           | P                        | +1:03.2                  | 18                       |
| 3                          | Dani Sordo                                                    | Cándido Carrera                                                      | Hyundai i20 N Rally1     | Hyundai Shell Mobis WRT    | P                        | +1:33.0                  | 15                       |
| 4                          | Pierre-Louis Loubet                                           | Vincent Landais                                                      | Ford Puma Rally1         | M-Sport Ford WRT           | P                        | +2:09.4                  | 12                       |
| 5                          | Kalle Rovanperä                                               | Jonne Halttunen                                                      | Toyota GR Yaris Rally1   | Toyota Gazoo Racing WRT    | P                        | +3:02.8                  | 10                       |
| 6                          | Takamoto Katsuta                                              | Aaron Johnston                                                       | Toyota GR Yaris Rally1   | Toyota Gazoo Racing WRT NG | P                        | +4:02.6                  | 8                        |
| 7                          | Gus Greensmith                                                | Jonas Andersson                                                      | Ford Puma Rally1         | M-Sport Ford WRT           | P                        | +5:23.6                  | 6                        |
| 8                          | [[Archivo:ANA flag (2017).svg\|border\|20px]] Nikolay Gryazin | [[Archivo:ANA flag (2017).svg\|border\|20px]] Konstantin Aleksandrov | Škoda Fabia Rally2 Evo   | Toksport WRT 2             | P                        | +7:37.7                  | 4                        |
| 9                          | Jan Solans                                                    | Rodrigo Sanjuan                                                      | Citroën C3 Rally2        | Jan Solans                 | P                        | +8:05.7                  | 2                        |
| 10                         | Jari Huttunen                                                 | Mikko Lukka                                                          | Ford Fiesta Rally2       | M-Sport Ford WRT           | P                        | +8:10.8                  | 1                        |
| World Rally Championship 2 |                                                               |                                                                      |                          |                            |                          |                          |                          |
| 1 (8.)                     | [[Archivo:ANA flag (2017).svg\|border\|20px]] Nikolay Gryazin | [[Archivo:ANA flag (2017).svg\|border\|20px]] Konstantin Aleksandrov | Škoda Fabia Rally2 Evo   | Toksport WRT 2             | P                        | 3:18:36.8                | 25                       |
| 2 (9.)                     | Jan Solans                                                    | Rodrigo Sanjuan                                                      | Citroën C3 Rally2        | Jan Solans                 | P                        | +28.0                    | 18                       |
| 3 (10.)                    | Jari Huttunen                                                 | Mikko Lukka                                                          | Ford Fiesta Rally2       | M-Sport Ford WRT           | P                        | +33.1                    | 15                       |
| 4 (11.)                    | Chris Ingram                                                  | Craig Drew                                                           | Škoda Fabia Rally2 Evo   | Chris Ingram               | P                        | +38.9                    | 12                       |
| 5 (12.)                    | Sami Pajari                                                   | Enni Mälkönen                                                        | Škoda Fabia Rally2 Evo   | Sami Pajari                | P                        | +1:38.5                  | 10                       |
| 6 (13.)                    | Eerik Pietarinen                                              | Antti Linnaketo                                                      | Volkswagen Polo GTI R5   | Eerik Pietarinen           | P                        | +2:36.8                  | 8                        |
| 7 (14.)                    | Emilio Fernández                                              | Axel Coronado                                                        | Škoda Fabia Rally2 Evo   | Emilio Fernández           | P                        | +3:25.1                  | 6                        |
| 8 (15.)                    | Mikołaj Marczyk                                               | Szymon Gospodarczyk                                                  | Škoda Fabia Rally2 Evo   | Mikołaj Marczyk            | P                        | +5:27.0                  | 4                        |
| 9 (16.)                    | Martin Prokop                                                 | Michal Ernst                                                         | Ford Fiesta Rally2       | Martin Prokop              | P                        | +7:16.0                  | 2                        |
| 10 (17.)                   | Freddy Loix                                                   | Pieter Tsjoen                                                        | Škoda Fabia Rally2 Evo   | Freddy Loix                | P                        | +9:39.0                  | 1                        |
| World Rally Championship 3 |                                                               |                                                                      |                          |                            |                          |                          |                          |
| 1 (25.)                    | Jan Černý                                                     | Tomáš Střeska                                                        | Ford Fiesta Rally3       | Jan Černý                  | P                        | 3:44:23.5                | 25                       |
| 2 (30.)                    | Zoltán László                                                 | Tamás Kürti                                                          | Ford Fiesta Rally3       | Zoltán László              | P                        | +6:04.1                  | 18                       |
| Fuente: ewrc-results.com   |                                                               |                                                                      |                          |                            |                          |                          |                          |

## Clasificaciones tras el rally
| Posición | Piloto           | Puntos | Cambios de posición |
| -------- | ---------------- | ------ | ------------------- |
| 1        | Kalle Rovanperä  | 120    | Sin cambios         |
| 2        | Thierry Neuville | 65     | Sin cambios         |
| 3        | Ott Tänak        | 62     | Crecimiento         |
| 4        | Craig Breen      | 52     | Crecimiento         |
| 5        | Takamoto Katsuta | 47     | Decrecimiento       |

| Posición | Equipo                     | Puntos | Cambios de posición |
| -------- | -------------------------- | ------ | ------------------- |
| 1        | Toyota Gazoo Racing WRT    | 200    | Sin cambios         |
| 2        | Hyundai Shell Mobis WRT    | 161    | Sin cambios         |
| 3        | M-Sport Ford WRT           | 120    | Sin cambios         |
| 4        | Toyota Gazoo Racing WRT NG | 63     | Sin cambios         |